# 你教會了我
《你教會了我》（英語：I Learned from the Best）是美國黑人女歌手惠妮·休斯頓於2000年2月份在美國地區發行的單曲，這首單曲在美國告示牌單曲榜及舞曲榜獲得第27名和第1名的成績，這是惠妮·休斯頓在生前最後一首進入單曲榜TOP 40的歌曲。

## 資料

### 單曲簡介
〈你教會了我〉最早收錄於惠妮·休斯頓第四張個人專輯《摯愛》（英語：My Love Is Your Love），這是一首由大衛·佛斯特和黛安·華倫聯手打造的抒情歌曲，極具商業市場賣相，這也是整張專輯當中最為貼近惠妮·休斯頓昔日曲風的一首情歌。

### 商業成績
〈你教會了我〉是從專輯《摯愛》中推出的第五首單曲，前四首單曲分別為與瑪麗亞·凱莉合唱的《埃及王子》（英語：The Prince of Egypt）主題曲〈只要你相信〉（第15名）、〈傷心酒店〉（第2名）、〈錯愛〉（第4名）以及〈摯愛〉（第4名）。〈你教會了我〉在2000年2月19日進入告示牌單曲榜，首週成績為第83名，當週前一支單曲〈摯愛〉尚停留於第22名，一個月後〈你教會了我〉來到了最高名次第27名，這首歌曲在榜內僅待了11週就跌出榜外。雖然〈你教會了我〉在單曲榜僅拿下第27名，但2000年2月19日它登上了舞曲榜的冠軍，同時蟬聯了三週，成為專輯中連續第4首冠軍舞曲。
〈你教會了我〉在英國單曲榜拿下第19名。

### 獎項記錄評價
〈你教會了我〉在告示牌舞曲榜奪下三週冠軍，平了專輯另一首單曲〈錯愛〉在該榜的紀錄，雙雙成為惠妮·休斯頓在舞曲榜成績最佳的單曲。

## 資料來源
1. ↑  .   [2016-10-17]. （原始内容存档于2019-10-23）.
2. ↑  .   [2016-10-17]. （原始内容存档于2015-06-02）.
3. ↑  .   [2016-10-19]. （原始内容存档于2018-02-11）.
4. ↑  .   [2016-10-19]. （原始内容存档于2015-06-01）.
5. ↑  .   [2016-10-19]. （原始内容存档于2018-02-19）.
6. ↑  .   [2016-10-19]. （原始内容存档于2019-09-27）.
7. ↑  .   [2016-10-19]. （原始内容存档于2015-04-02）.